# Les McKeown
Leslie Richard McKeown (Edimburgo, 12 de noviembre de 1955–20 de abril de 2021) fue un cantante británico de pop y rock, reconocido por su participación como vocalista de la banda The Bay City Rollers entre 1973 y 1978.

## Biografía
McKeown, nacido en Edimburgo en 1955, se unió a la agrupación The Bay City Rollers en 1973 y permaneció en la formación hasta 1978. Un año después grabó su primer álbum de estudio como solista, titulado All Washed Up. En 2016 publicó su último disco, The Lost Songs, a la par que retornó a Bay City Rollers para dar una serie de conciertos de reunión.
Falleció en su hogar el 20 de abril de 2021 a los sesenta y cinco años. Las causas del deceso no han sido especificadas.

## Discografía

### Como solista
- 1979 - All Washed Up
- 1980 - The Face of Love
- 1980 - 100% Live
- 1980 - The Greatest
- 1981 - Sweet Pain
- 1982 - Heart Control
- 1989 - It's a Game
- 1993 - Love Letter
- 2016 - The Lost Songs

### Con The Bay City Rollers
- 1974 - Rollin'
- 1975 - Once Upon a Star
- 1975 - Bay City Rollers
- 1975 - Wouldn't You Like It?
- 1976 - Rock n' Roll Love Letter
- 1976 - Dedication
- 1977 - It's a Game
- 1978 - Strangers in the Wind